# Åke Sjöberg (arkitekt)

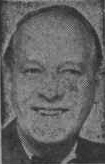
Åke Sjöberg

Åke Sjöberg, född 18 december 1898 i Stockholm, död 2 mars 1971 i Malmö, var en svensk arkitekt.
Sjöberg, som var son till arkitekt August Walfrid Sjöberg och Emma Nilsson, utexaminerades från Tekniska skolan, Byggnadsyrkesskolan, i Stockholm 1920. Han tjänstgjorde vid Byggnadsstyrelsen 1921, var anställd på privata arkitektkontor 1922–1933 och praktiserande arkitekt i Malmö från 1934. Han blev ledamot av Södra Sveriges Byggnadstekniska Samfund 1934. Bland hans projekt märks bland annat hyreshus, kontors- och lagerhus, industrianläggningar och villor. Han tilldelades första pris i tävling om folkskola 1927. Han är begravd på Spånga kyrkogård.